# Smålands runinskrifter 48
Sm 48 är en vikingatida runsten av gnejs i Torp, Bredaryds socken  och Värnamo kommun.

## Inskriften
Translitterering av runraden:
ufakʀs × s[a]ti × stin × þosi × eftiʀ × uta × sun sin × harþa [k]u...n × tr(i)(k) -u - [f]arþ
Normalisering till runsvenska:
Ofæigʀ satti stæin þannsi æftiʀ Udda, sun sinn, harða go[ða]n dræng. [D]o [i] færð(?).
Översättning till nusvenska:
Ovåg satte denna sten efter Udde, sin son, en mycket god ung man. Dog under resa (?).